# Úlcera de Lipschütz
Úlcera de Lipschütz, ou ulcus vulvae acutum (em português: ulceração aguda da vulva) é uma doença rara, caracterizada por dolorosas úlceras genitais, febre e linfadenopatia, ocorrendo mais comumente em adolescentes e mulheres jovens (particularmente virgens). Não é uma doença sexualmente transmissível, e muitas vezes é diagnosticada, por vezes, como um sintoma da doença de Behçet.
A úlcera de Lipschütz tem o nome de Benjamin Lipschütz, que a descreveu pela primeira vez em 1912. A etiologia é desconhecida, embora tenha sido associada com várias causas infecciosas, incluindo febre paratifoide, citomegalovírus e a infecção pelo vírus Epstein-Barr.

## Sinais e sintomas
A forma de apresentação mais comum é uma única úlcera grande, profunda (embora possam ocorrer várias úlceras pequenas) na superfície interna de um ou ambos os pequenos. Também pode ser identificado depois de um infecção na garganta, onde a vagina começa a coçar bastante então procure um ginecologista o mais rápido possível.  lábios. Os grandes lábios podem ser afetados, assim como a vagina e a uretra. A úlcera se desenvolve muito rapidamente, e geralmente é precedida por início súbito de febre e mal-estar.

## Diagnóstico
O diagnóstico é eminentemente clínico e centrado na eliminação de outras causas mais comuns de úlceras vulvares. Todavia, foi proposto que a detecção do vírus de Epstein-Barr utilizando reação em cadeia da polimerase para o genoma do vírus pode ajudar a alcançar um diagnóstico mais cedo.

## Tratamento
O tratamento é sintomático, e geralmente de pouco valor; na maioria dos casos, a úlcera cura espontaneamente dentro de quatro a seis semanas, deixando cicatrizes. Analgésicos e anestésicos tópicos, assim como aplicação tópica de desinfectantes/adstringentes, tais como permanganato de potássio (em banhos de assento), são geralmente utilizados. Em casos graves, tem sido recomendado uma combinação de glicocorticoides sistêmicos e antibióticos de amplo espectro.

## Epidemiologia
A doença geralmente aparece entre os jovens e adolescentes, entretanto casos em crianças a partir dos 17 meses têm sido relatados.

## História
A doença foi descrita pela primeira vez em outubro de 1912 pelo dermatologista e microbiologista austríaco naturalizado galego Benjamin Lipschütz, que publicou uma série de quatro casos em meninas com idades entre 14 a 17. Ele inicialmente a atribuiu a úlcera de infecção com "Bacillus Crasso" (Lactobacillus acidophilus).